# Perseo
Perseo (in greco antico: Περσεύς?, Perséus) è un eroe della mitologia greca, figlio del re degli dei Zeus e di Danae e nipote del re di Argo Acrisio.
Perseo viene ricordato soprattutto per l'uccisione della gorgone Medusa, per aver salvato Andromeda, poi diventata sua sposa, da un mostro marino e per essere stato re di Tirinto, dopo aver rinunciato al trono di Argo a favore di Megapente, e di Micene, città che fondò lui stesso. Da Andromeda ebbe molti figli, tra cui Elettrione (suo erede e nonno di Eracle) e Gorgofone (madre di Icario e nonna di Penelope, sposa di Odisseo).

## Il mito

### Nascita e infanzia

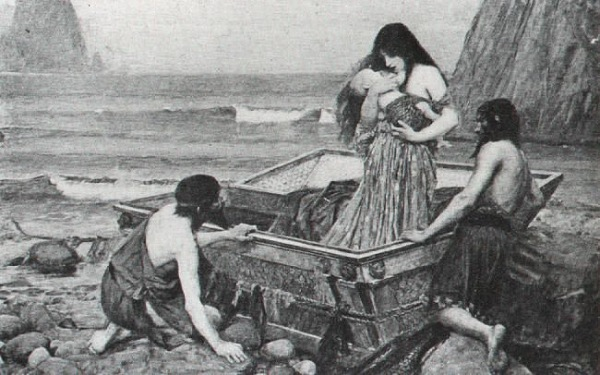
Danae e Perseo rinchiusi nella cassa, 1892, olio su tela, di John William Waterhouse

Acrisio, nonno di Perseo e re di Argo, temeva per le sorti del proprio regno: aveva infatti avuto dalla moglie Aganippe una sola figlia femmina, Danae, e in assenza di eredi maschi non sapeva a chi avrebbe trasmesso il titolo di sovrano. Spinto dal desiderio di conoscere il destino della sua città, chiese all'Oracolo di Delfi come avrebbe potuto avere figli: il dio gli rispose che sua figlia Danae avrebbe avuto un figlio che avrebbe raggiunto la gloria, ma anche che lo avrebbe ucciso.
Preso dal più grande sconforto e terrore, Acrisio rinchiuse la figlia in una torre ben fortificata, con porte di bronzo guardate da cani ferocissimi, con la speranza di aggirare la profezia.
Ma nonostante queste precauzioni, Danae concepì un figlio: alcuni sostengono che Perseo era nato per opera di Preto, fratello d'Acrisio, e che qui è da ricercare l'origine della disputa sorta fra i due fratelli; ma per lo più si racconta che il seduttore fu lo stesso Zeus, il quale, trasformato in pioggia d'oro, penetrò attraverso una fessura del tetto e ottenne l'amore della ragazza. Rinchiusa nella prigione con la propria nutrice, Danae poté avere il figlio di nascosto e allevarlo per vari mesi. Un giorno, però, mentre stava giocando, il bambino emise un grido, udito da Acrisio, il quale, non sapendo chi fosse il responsabile di questa nascita misteriosa, pensò che il fratello Preto avesse sedotto sua figlia per fargli un dispetto. Danae insisteva nel dire che il padre del bambino non era un mortale, ma Acrisio non le credette e, terrorizzato dalla rivelazione dell'oracolo, fece uccidere la nutrice e chiudere Danae e il figlioletto in una cassa di legno che mise su una nave lasciata alla deriva. La cassa navigò verso l'ignoto con la madre e il bambino, e atterrò sulla riva dell'isola di Serifo, dove fu fermata da un pescatore di nome Ditti, fratello del tiranno dell'isola, Polidette. Vedendo la cassa e credendo che contenesse qualcosa di prezioso, Ditti la portò a riva; una volta aperta, vi trovò Danae e Perseo miracolosamente vivi, quindi li aiutò a riprendere le forze e li condusse al cospetto del re che, preso da pietà per i due, offrì loro ospitalità.
Passarono gli anni e Perseo cresceva forte e valoroso, imparando a pescare, navigare, nuotare, combattere e cacciare, sotto la guida del padre adottivo Ditti. Danae, che la maturità aveva reso ancora più bella, era oggetto dei desideri del re Polidette che cercava in tutti i modi di convincerla a sposarlo; ma la donna, il cui unico pensiero era il figlio Perseo, non ricambiava il suo amore.

### La proposta e l'impresa di Perseo

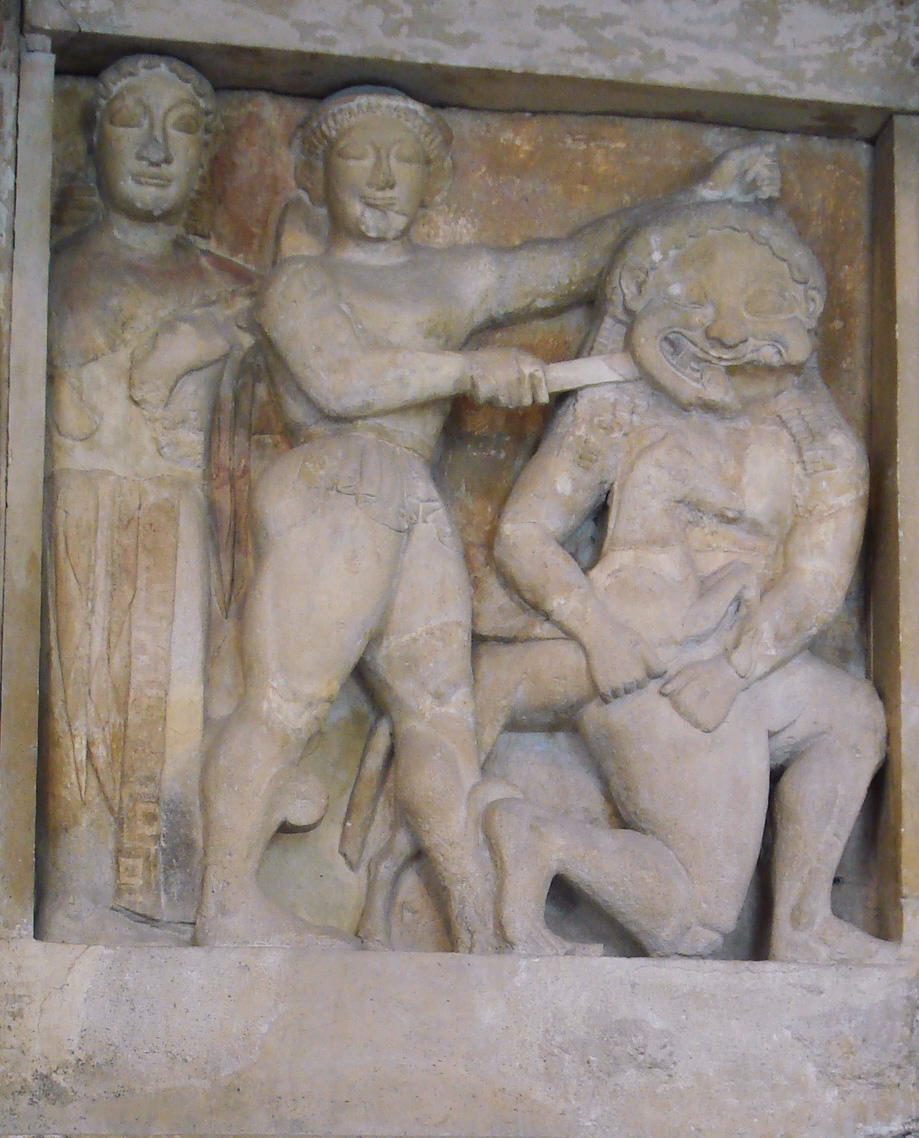
Perseo uccide Medusa in presenza di Minerva - Metopa dal Tempio C di Selinunte, sec. VI a.C., Museo archeologico regionale di Palermo

Polidette pensò di eliminare Perseo con un piano astuto: disse di aspirare alle nozze con Ippodamia per il bene del regno e, dopo aver radunato gli amici confinanti e lo stesso Perseo, annunciò i suoi propositi di nozze e chiese a tutti un cavallo come regalo da ognuno dei presenti. Mortificato perché non possedeva nulla di simile da donargli, Perseo affermò che, se il re non avesse più insidiato sua madre Danae, gli avrebbe procurato qualunque cosa avesse chiesto. Polidette fu molto lieto in cuor suo pensando che questo fosse il mezzo per liberarsi di lui, ed espresse l'estroso desiderio di avere come dono di nozze la testa di Medusa, una delle tre Gorgoni.
Per poter raggiungere Medusa, Perseo doveva procurarsi tre cose: i sandali alati per spostarsi a gran velocità, una sacca magica (la kibisis) per riporvi la testa recisa e l'elmo di Ade (kunè) che rende invisibili. Intanto Atena gli aveva fornito uno scudo lucido come uno specchio, raccomandandogli di guardare Medusa solo di riflesso. Ermes gli regalò un falcetto di diamante affilatissimo, col quale l'eroe avrebbe decapitato il mostro.
Quegli oggetti erano custoditi dalle ninfe dello Stige che abitavano in un luogo noto solo alle Graie: nate già decrepite e grinzose, esse erano in tre, ma disponevano di un solo occhio e di un solo dente che usavano a turno, e abitavano in un palazzo custodito da Atlante. Allorché Perseo le raggiunse, attese il momento dello scambio di occhio e di dente, quindi li rubò entrambi, e le Graie, prive dei loro organi, si trovarono in grande difficoltà e accettarono di rivelare dove risiedevano le ninfe Stigie in cambio del maltolto.
Dopo che le Ninfe gli consegnarono i sandali, la sacca e l'elmo, Perseo si diresse volando sull'Oceano. La foresta nella quale si incamminò per giungere presso Medusa era pietrificata e cosparsa di strane statue color piombo rappresentanti uomini e donne in diversi atteggiamenti; Perseo si accorse subito che quelle non erano statue, ma esseri umani che avevano avuto la sventura di guardare il volto di Medusa.
Resosi invisibile grazie all'elmo di Ade, avanzò camminando all'indietro e guardando lo scudo sorretto da Atena; quando fu abbastanza vicino al mostro da sentirne sibilare i serpenti che gli si agitavano sul capo, lo decapitò col falcetto mentre dormiva. Dal collo mutilato della Medusa scaturirono un cavallo alato, Pegaso, e un gigante, Crisaore. Perseo prese con sé la testa di Medusa e la avvolse in un telo, in segno di pietà affinché la nuda terra non la insozzasse, poi si alzò in volo con i suoi sandali alati per allontanarsi il più in fretta che poteva da quel luogo sinistro. L'eroe raccolse pure il sangue colato di Medusa, che aveva proprietà magiche: quello che era colato dalla vena sinistra era un veleno mortale, mentre quello colato dalla vena destra era un rimedio capace di resuscitare i morti. Inoltre, un solo ricciolo dei suoi capelli, mostrato a un esercito assalitore, aveva il potere di sconfiggerlo.

### La liberazione di Andromeda e la contesa con Fineo

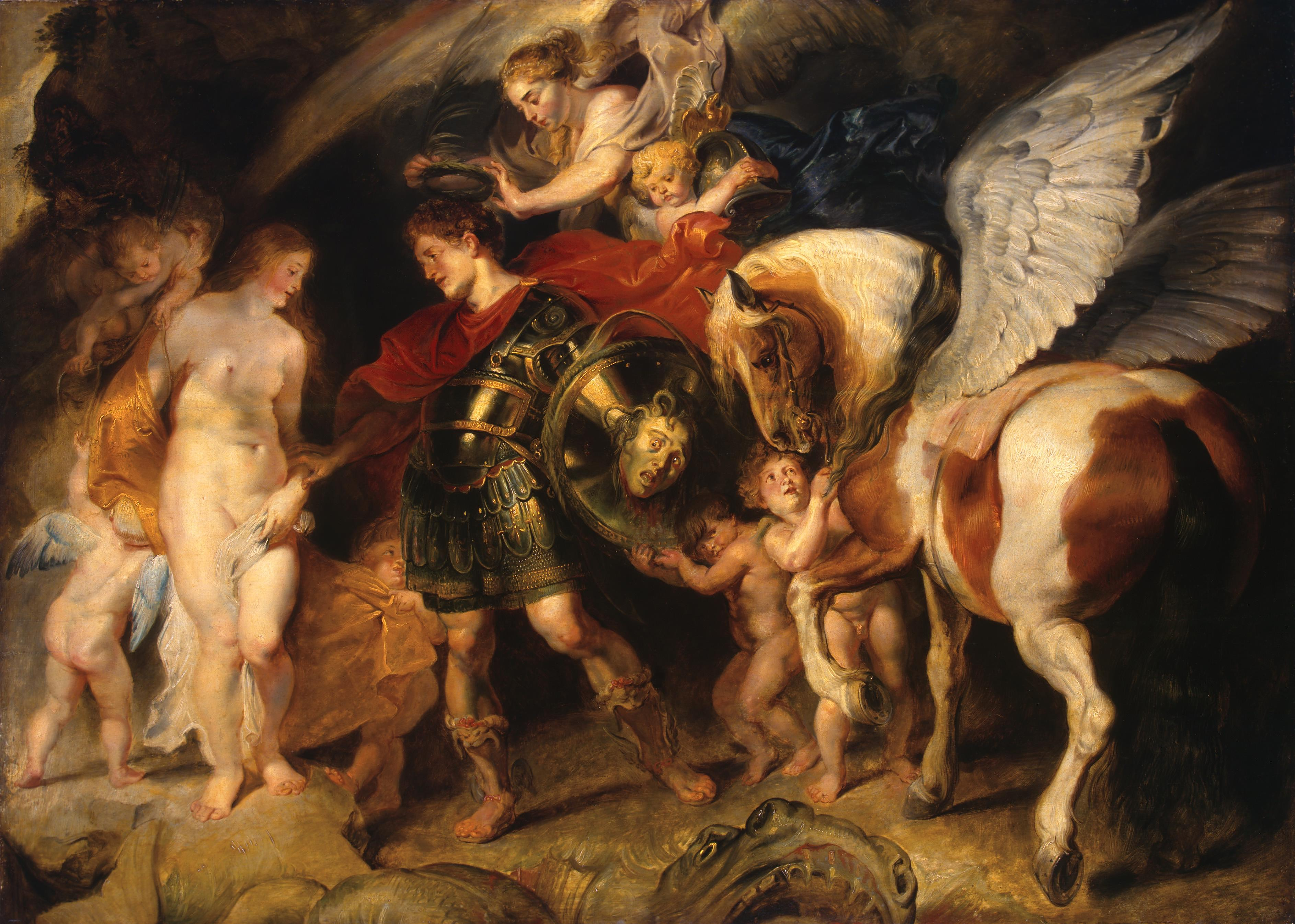
Perseo libera Andromeda, opera di Peter Paul Rubens, San Pietroburgo, Ermitage

Stando a una versione, Perseo, avendo la testa di Medusa nelle sue mani, si recò da Atlante re di Mauretania, che non volle ospitarlo: estratta la testa micidiale dalla sacca, lo trasformò in montagna. Sulla via del ritorno, deviò sopra il deserto libico, dove secondo una versione fece cadere l'occhio delle Graie nel Lago Tritonide.
Mentre volteggiava sul territorio della Filistia, vide incatenata a uno scoglio una donna nuda e bellissima di nome Andromeda, figlia del re di Etiopia Cefeo e di Cassiopea. La giovane era condannata a essere divorata da un mostro marino perché sua madre, orgogliosa dell'avvenenza di sua figlia, aveva affermato che superava in bellezza tutte le Nereidi. Le ninfe del mare si erano offese e Poseidone, dopo aver mandato sulle coste una forte mareggiata che aveva spazzato via l'abitato, aveva inviato un orribile mostro che faceva stragi e terrorizzava gli abitanti, al che l'integerrimo Cefeo, per salvare il suo popolo, consultò l'oracolo e fu costretto a offrirgli la propria figlia per placarne l'ira. Quando Perseo giunse, Andromeda era ormai rassegnata alla sua terribile sorte, ma l'eroe si offrì di liberare il luogo da quella calamità e salvare la fanciulla purché il re gli consentisse di sposarla. Cefeo e Cassiopea sulle prime non erano favorevoli, poiché avrebbero preferito darla in moglie ad un pretendente più ricco e più potente, ma furono costretti dagli eventi ad acconsentire.
Perseo ingannò il mostro marino che doveva divorare Andromeda con giochi d'ombra sull'acqua, quindi riuscì ad ucciderlo con la spada e riportò la giovane dai genitori.
Durante i successivi festeggiamenti di nozze, Agenore, un ex pretendente alla mano di Andromeda, giunse alla reggia accompagnato da uomini armati, pronto a tutto pur di averla. Per difendersi, Perseo estrasse ancora una volta la testa di Medusa puntandola su Agenore e tutti quelli tra i suoi seguaci che non erano stati precedentemente uccisi dall'eroe. Questa versione è riferita da Igino. .

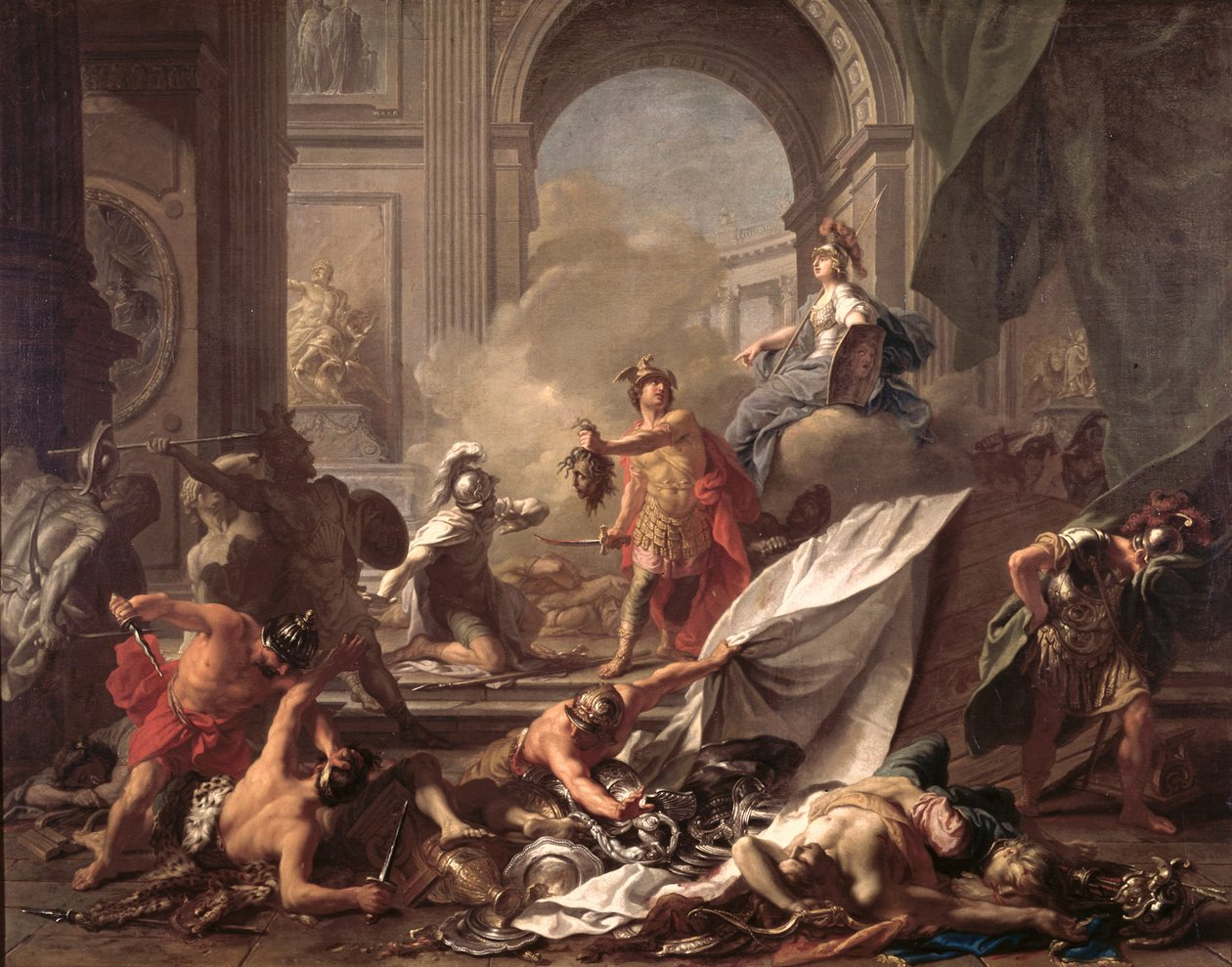
Perseo, protetto da Minerva, pietrifica Fineo, dipinto di Jean-Marc Nattier.

Secondo una diversa e più diffusa tradizione, presente già in alcuni mitografi greci e accolta anche da Ovidio nelle sue Metamorfosi, fu invece Fineo, zio paterno e aspirante sposo di Andromeda, a fomentare disordini; scontento del matrimonio con Perseo, ordì insieme a centinaia di seguaci - sia etiopi sia uomini provenienti da altri territori - un complotto contro di lui mentre era in corso il pranzo nuziale, venendo per questo criticato sia da Cassiopea che da Cefeo. La reggia divenne così un grande campo di battaglia, finché Perseo, mostrando la testa della Gorgone a Fineo e ai suoi amici ancora in vita, li trasformò in altrettante statue di pietra. Autori greci più antichi identificano anch'essi l'avversario di Perseo con Fineo, che avrebbe però tentato il rapimento di Andromeda con l'aiuto di un solo suo amico, Abaride; Perseo convertì entrambi in statue (mentre secondo Ovidio Abaride era uno dei tanti seguaci di Fineo e fu tra le prime vittime dell'eroe greco, quelle non pietrificate dalla testa di Medusa).  Il vincitore prese per mano Andromeda, e grazie ai sandali alati fece rotta verso la Grecia atterrando a Serifo.

### La vendetta di Perseo a Serifo e il ritorno ad Argo
Al ritorno nell'isola, Perseo trovò in un tempio la madre Danae e Ditti che si nascondevano per sfuggire a Polidette il quale, non avendo nessuna intenzione di sposare Ippodamia, non aveva smesso di insidiare la madre. Perseo allora fu preso da un'ira incontenibile, e dopo aver messo al sicuro Andromeda, si avviò alla reggia di Polidette: giunto al palazzo e portando il dono di nozze, venne deriso ed insultato dal sovrano, ma egli, per vendicarsi dei torti subiti, tirò fuori ancora una volta dalla sacca magica la testa della Medusa, pietrificando così il re e i suoi cortigiani. Quindi consegnò al patrigno il potere sull'isola di Serifo, e donò poi ad Ermes i sandali, la bisaccia e l'elmo di Ade, ossia gli oggetti che gli avevano permesso di uccidere la Gorgone, e che Ermes rese alle ninfe. La testa di Medusa fu donata invece ad Atena, che la pose in mezzo al proprio scudo (l'Egida).
Volendo rivedere suo nonno Acrisio, Perseo ritornò in seguito ad Argo insieme alla moglie Andromeda e alla madre Danae. Ma Acrisio, venendo a sapere le intenzioni dell'eroe suo nipote e temendo sempre l'oracolo che gli aveva predetto la morte per sua mano, partì per Larissa, nel paese dei Pelasgi, all'altra estremità della Grecia. Perseo lo raggiunse e dopo avergli rassicurato di non portare rancore riuscì a convincerlo a tornare ad Argo. A Larissa, il re Teutamide dava giochi in onore di suo padre, e Perseo vi giunse come competitore. Al momento di lanciare il disco, s'innalzò un vento violento, e l'attrezzo, deviato malauguratamente, finì tra gli spettatori e colpì Acrisio ad un piede; la ferita fu  talmente grave che il vecchio sarebbe morto dopo poco tempo, cosicché il vaticinio dell'oracolo si compì. Pieno di dolore, Perseo gli tributò onori funebri e lo fece seppellire fuori dalla città di Larissa.
Divenuto signore di Argo, ma non sentendosela di regnare su quella terra, Perseo si recò a Tirinto e propose a Megapente, succeduto a suo padre Preto, di scambiarsi i regni: secondo una variante Megapente salì al trono dopo che Perseo ebbe pietrificato Preto con la testa di Medusa, mentre un'altra riporta che Perseo fu ucciso da Megapente che in tal modo volle vendicare il padre .
Perseo fondò Micene, dotandola quindi di mura invincibili costruite dai Gasterochiri, come quelle di Tirinto. Egli ebbe da Andromeda molti figli maschi e una femmina: Perse, Alceo, Stenelo, Eleio, Mestore, Elettrione e Gorgofone.
Alla morte di Perseo, la dea Atena, per onorare la sua gloria, lo trasformò in una costellazione cui pose a fianco la sua amata Andromeda, Cefeo e Cassiopea, la cui vanità aveva fatto sì che i due giovani si incontrassero. Ancor oggi queste costellazioni portano i loro nomi.

## Pareri secondari
- Secondo alcuni autori, Perseo sarebbe figlio di Poseidone, fratello di Zeus.
- Secondo altri, le ninfe che aiutarono l'eroe erano alcune Naiadi.
- Secondo altri ancora, nel mito di Perseo e Medusa non sono presenti le Ninfe. I doni sarebbero quindi stati dati direttamente da Atena e da Ermes, compresi lo scudo levigato della prima e i calzari volanti del secondo, che è solito, come messaggero degli dei, indossare calzari con ali che permettano di volare in modo straordinariamente veloce.
- Altre versioni raffigurano l'elemento dell'invisibilità come una cappa, e non come un elmo.

## Albero genealogico di Perseo

### Genealogia argiva
|        |        |        |        |        |        |          |          |            |            |            |            |            |            |            |            |            |            |            |            |          |          |        |        |          |          |          |          | Inaco    | Inaco    | Inaco  | Inaco  | Inaco | Inaco |          |       | Melia     | Melia     | Melia     | Melia     | Melia     | Melia     |         |         |         |         |         |         |         |         |            |            |            |            |            |            |         |         |           |           |           |           |           |           |      |      |  |  |  |  |
|        |        |        |        |        |        |          |          |            |            |            |            |            |            |            |            |            |            |            |            |          |          |        |        |          |          |          |          | Inaco    | Inaco    | Inaco  | Inaco  | Inaco | Inaco |          |       | Melia     | Melia     | Melia     | Melia     | Melia     | Melia     |         |         |         |         |         |         |         |         |            |            |            |            |            |            |         |         |           |           |           |           |           |           |      |      |  |  |  |  |
|        |        |        |        |        |        |          |          |            |            |            |            |            |            |            |            |            |            |            |            |          |          |        |        |          |          |          |          |          |          |        |        |       |       |          |       |           |           |           |           |           |           |         |         |         |         |         |         |         |         |            |            |            |            |            |            |         |         |           |           |           |           |           |           |      |      |  |  |  |  |
|        |        |        |        |        |        |          |          |            |            |            |            |            |            |            |            |            |            |            |            |          |          |        |        |          |          |          |          |          |          |        |        |       |       |          |       |           |           |           |           |           |           |         |         |         |         |         |         |         |         |            |            |            |            |            |            |         |         |           |           |           |           |           |           |      |      |  |  |  |  |
|        |        |        |        |        |        |          |          |            |            |            |            |            |            |            |            |            |            |            |            | Zeus     | Zeus     | Zeus   | Zeus   | Zeus     | Zeus     |          |          | Io       | Io       | Io     | Io     | Io    | Io    |          |       | Foroneo   | Foroneo   | Foroneo   | Foroneo   | Foroneo   | Foroneo   |         |         |         |         |         |         |         |         |            |            |            |            |            |            |         |         |           |           |           |           |           |           |      |      |  |  |  |  |
|        |        |        |        |        |        |          |          |            |            |            |            |            |            |            |            |            |            |            |            | Zeus     | Zeus     | Zeus   | Zeus   | Zeus     | Zeus     |          |          | Io       | Io       | Io     | Io     | Io    | Io    |          |       | Foroneo   | Foroneo   | Foroneo   | Foroneo   | Foroneo   | Foroneo   |         |         |         |         |         |         |         |         |            |            |            |            |            |            |         |         |           |           |           |           |           |           |      |      |  |  |  |  |
|        |        |        |        |        |        |          |          |            |            |            |            |            |            |            |            |            |            |            |            |          |          |        |        |          |          |          |          |          |          |        |        |       |       |          |       |           |           |           |           |           |           |         |         |         |         |         |         |         |         |            |            |            |            |            |            |         |         |           |           |           |           |           |           |      |      |  |  |  |  |
|        |        |        |        |        |        |          |          |            |            |            |            |            |            |            |            |            |            |            |            |          |          |        |        | Epafo    | Epafo    | Epafo    | Epafo    | Epafo    | Epafo    |        |        | Menfi | Menfi | Menfi    | Menfi | Menfi     | Menfi     |           |           |           |           |         |         |         |         |         |         |         |         |            |            |            |            |            |            |         |         |           |           |           |           |           |           |      |      |  |  |  |  |
|        |        |        |        |        |        |          |          |            |            |            |            |            |            |            |            |            |            |            |            |          |          |        |        | Epafo    | Epafo    | Epafo    | Epafo    | Epafo    | Epafo    |        |        | Menfi | Menfi | Menfi    | Menfi | Menfi     | Menfi     |           |           |           |           |         |         |         |         |         |         |         |         |            |            |            |            |            |            |         |         |           |           |           |           |           |           |      |      |  |  |  |  |
|        |        |        |        |        |        |          |          |            |            |            |            |            |            |            |            |            |            |            |            |          |          |        |        |          |          |          |          |          |          |        |        |       |       |          |       |           |           |           |           |           |           |         |         |         |         |         |         |         |         |            |            |            |            |            |            |         |         |           |           |           |           |           |           |      |      |  |  |  |  |
|        |        |        |        |        |        |          |          |            |            |            |            |            |            |            |            |            |            |            |            |          |          |        |        |          |          |          |          | Libia    | Libia    | Libia  | Libia  | Libia | Libia |          |       | Poseidone | Poseidone | Poseidone | Poseidone | Poseidone | Poseidone |         |         |         |         |         |         |         |         |            |            |            |            |            |            |         |         |           |           |           |           |           |           |      |      |  |  |  |  |
|        |        |        |        |        |        |          |          |            |            |            |            |            |            |            |            |            |            |            |            |          |          |        |        |          |          |          |          | Libia    | Libia    | Libia  | Libia  | Libia | Libia |          |       | Poseidone | Poseidone | Poseidone | Poseidone | Poseidone | Poseidone |         |         |         |         |         |         |         |         |            |            |            |            |            |            |         |         |           |           |           |           |           |           |      |      |  |  |  |  |
|        |        |        |        |        |        |          |          |            |            |            |            |            |            |            |            |            |            |            |            |          |          |        |        |          |          |          |          |          |          |        |        |       |       |          |       |           |           |           |           |           |           |         |         |         |         |         |         |         |         |            |            |            |            |            |            |         |         |           |           |           |           |           |           |      |      |  |  |  |  |
|        |        |        |        |        |        |          |          |            |            |            |            |            |            |            |            |            |            |            |            |          |          |        |        |          |          |          |          |          |          |        |        |       |       |          |       |           |           |           |           |           |           |         |         |         |         |         |         |         |         |            |            |            |            |            |            |         |         |           |           |           |           |           |           |      |      |  |  |  |  |
|        |        |        |        |        |        |          |          |            |            |            |            |            |            |            |            | Belo       | Belo       | Belo       | Belo       | Belo     | Belo     |        |        | Anchinoe | Anchinoe | Anchinoe | Anchinoe | Anchinoe | Anchinoe |        |        |       |       |          |       |           |           |           |           |           |           | Agenore | Agenore | Agenore | Agenore | Agenore | Agenore |         |         | Telefassa  | Telefassa  | Telefassa  | Telefassa  | Telefassa  | Telefassa  |         |         |           |           |           |           |           |           |      |      |  |  |  |  |
|        |        |        |        |        |        |          |          |            |            |            |            |            |            |            |            | Belo       | Belo       | Belo       | Belo       | Belo     | Belo     |        |        | Anchinoe | Anchinoe | Anchinoe | Anchinoe | Anchinoe | Anchinoe |        |        |       |       |          |       |           |           |           |           |           |           | Agenore | Agenore | Agenore | Agenore | Agenore | Agenore |         |         | Telefassa  | Telefassa  | Telefassa  | Telefassa  | Telefassa  | Telefassa  |         |         |           |           |           |           |           |           |      |      |  |  |  |  |
|        |        |        |        |        |        |          |          |            |            |            |            |            |            |            |            |            |            |            |            |          |          |        |        |          |          |          |          |          |          |        |        |       |       |          |       |           |           |           |           |           |           |         |         |         |         |         |         |         |         |            |            |            |            |            |            |         |         |           |           |           |           |           |           |      |      |  |  |  |  |
|        |        |        |        |        |        |          |          |            |            |            |            |            |            |            |            |            |            |            |            |          |          |        |        |          |          |          |          |          |          |        |        |       |       |          |       |           |           |           |           |           |           |         |         |         |         |         |         |         |         |            |            |            |            |            |            |         |         |           |           |           |           |           |           |      |      |  |  |  |  |
|        |        |        |        |        |        |          |          |            |            | Danao      | Danao      | Danao      | Danao      | Danao      | Danao      |            |            | Pieria     | Pieria     | Pieria   | Pieria   | Pieria | Pieria |          |          | Egitto   | Egitto   | Egitto   | Egitto   | Egitto | Egitto |       |       | Cadmo    | Cadmo | Cadmo     | Cadmo     | Cadmo     | Cadmo     |           |           | Cilice  | Cilice  | Cilice  | Cilice  | Cilice  | Cilice  |         |         | Europa     | Europa     | Europa     | Europa     | Europa     | Europa     |         |         | Fenice    | Fenice    | Fenice    | Fenice    | Fenice    | Fenice    |      |      |  |  |  |  |
|        |        |        |        |        |        |          |          |            |            | Danao      | Danao      | Danao      | Danao      | Danao      | Danao      |            |            | Pieria     | Pieria     | Pieria   | Pieria   | Pieria | Pieria |          |          | Egitto   | Egitto   | Egitto   | Egitto   | Egitto | Egitto |       |       | Cadmo    | Cadmo | Cadmo     | Cadmo     | Cadmo     | Cadmo     |           |           | Cilice  | Cilice  | Cilice  | Cilice  | Cilice  | Cilice  |         |         | Europa     | Europa     | Europa     | Europa     | Europa     | Europa     |         |         | Fenice    | Fenice    | Fenice    | Fenice    | Fenice    | Fenice    |      |      |  |  |  |  |
|        |        |        |        |        |        |          |          |            |            |            |            |            |            |            |            |            |            |            |            |          |          |        |        |          |          |          |          |          |          |        |        |       |       |          |       |           |           |           |           |           |           |         |         |         |         |         |         |         |         |            |            |            |            |            |            |         |         |           |           |           |           |           |           |      |      |  |  |  |  |
|        |        |        |        |        |        | Mantineo | Mantineo | Mantineo   | Mantineo   | Mantineo   | Mantineo   |            |            | Ipermestra | Ipermestra | Ipermestra | Ipermestra | Ipermestra | Ipermestra |          |          |        |        |          |          | Linceo   | Linceo   | Linceo   | Linceo   | Linceo | Linceo |       |       |          |       |           |           |           |           |           |           |         |         | Armonia | Armonia | Armonia | Armonia | Armonia | Armonia |            |            |            |            |            |            |         |         |           |           | Zeus      | Zeus      | Zeus      | Zeus      | Zeus | Zeus |  |  |  |  |
|        |        |        |        |        |        | Mantineo | Mantineo | Mantineo   | Mantineo   | Mantineo   | Mantineo   |            |            | Ipermestra | Ipermestra | Ipermestra | Ipermestra | Ipermestra | Ipermestra |          |          |        |        |          |          | Linceo   | Linceo   | Linceo   | Linceo   | Linceo | Linceo |       |       |          |       |           |           |           |           |           |           |         |         | Armonia | Armonia | Armonia | Armonia | Armonia | Armonia |            |            |            |            |            |            |         |         |           |           | Zeus      | Zeus      | Zeus      | Zeus      | Zeus | Zeus |  |  |  |  |
|        |        |        |        |        |        |          |          |            |            |            |            |            |            |            |            |            |            |            |            |          |          |        |        |          |          |          |          |          |          |        |        |       |       | Polidoro |       |           |           |           |           |           |           |         |         |         |         |         |         |         |         |            |            |            |            |            |            |         |         |           |           |           |           |           |           |      |      |  |  |  |  |
|        |        |        |        |        |        |          |          |            |            |            |            |            |            |            |            |            |            |            |            |          |          |        |        |          |          |          |          |          |          |        |        |       |       |          |       |           |           |           |           |           |           |         |         |         |         |         |         |         |         |            |            |            |            |            |            |         |         |           |           |           |           |           |           |      |      |  |  |  |  |
| Sparta | Sparta | Sparta | Sparta | Sparta | Sparta |          |          | Lacedemone | Lacedemone | Lacedemone | Lacedemone | Lacedemone | Lacedemone |            |            | Ocalea     | Ocalea     | Ocalea     | Ocalea     | Ocalea   | Ocalea   |        |        | Abante   | Abante   | Abante   | Abante   | Abante   | Abante   |        |        |       |       |          |       |           |           |           |           |           |           | Agave   | Agave   | Agave   | Agave   | Agave   | Agave   |         |         | Sarpedonte | Sarpedonte | Sarpedonte | Sarpedonte | Sarpedonte | Sarpedonte |         |         | Radamanto | Radamanto | Radamanto | Radamanto | Radamanto | Radamanto |      |      |  |  |  |  |
| Sparta | Sparta | Sparta | Sparta | Sparta | Sparta |          |          | Lacedemone | Lacedemone | Lacedemone | Lacedemone | Lacedemone | Lacedemone |            |            | Ocalea     | Ocalea     | Ocalea     | Ocalea     | Ocalea   | Ocalea   |        |        | Abante   | Abante   | Abante   | Abante   | Abante   | Abante   |        |        |       |       |          |       |           |           |           |           |           |           | Agave   | Agave   | Agave   | Agave   | Agave   | Agave   |         |         | Sarpedonte | Sarpedonte | Sarpedonte | Sarpedonte | Sarpedonte | Sarpedonte |         |         | Radamanto | Radamanto | Radamanto | Radamanto | Radamanto | Radamanto |      |      |  |  |  |  |
|        |        |        |        |        |        |          |          |            |            |            |            |            |            |            |            |            |            |            |            |          |          |        |        |          |          |          |          |          |          |        |        |       |       | Autonoe  |       |           |           |           |           |           |           |         |         |         |         |         |         |         |         |            |            |            |            |            |            |         |         |           |           |           |           |           |           |      |      |  |  |  |  |
|        |        |        |        |        |        |          |          |            |            |            |            |            |            |            |            |            |            |            |            |          |          |        |        |          |          |          |          |          |          |        |        |       |       |          |       |           |           |           |           |           |           |         |         |         |         |         |         |         |         |            |            |            |            |            |            |         |         |           |           |           |           |           |           |      |      |  |  |  |  |
|        |        |        |        |        |        |          |          |            |            |            |            |            |            |            |            | Euridice   | Euridice   | Euridice   | Euridice   | Euridice | Euridice |        |        | Acrisio  | Acrisio  | Acrisio  | Acrisio  | Acrisio  | Acrisio  |        |        |       |       |          |       |           |           |           |           |           |           | Ino     | Ino     | Ino     | Ino     | Ino     | Ino     |         |         |            |            |            |            | Minosse    | Minosse    | Minosse | Minosse | Minosse   | Minosse   |           |           |           |           |      |      |  |  |  |  |
|        |        |        |        |        |        |          |          |            |            |            |            |            |            |            |            | Euridice   | Euridice   | Euridice   | Euridice   | Euridice | Euridice |        |        | Acrisio  | Acrisio  | Acrisio  | Acrisio  | Acrisio  | Acrisio  |        |        |       |       |          |       |           |           |           |           |           |           | Ino     | Ino     | Ino     | Ino     | Ino     | Ino     |         |         |            |            |            |            | Minosse    | Minosse    | Minosse | Minosse | Minosse   | Minosse   |           |           |           |           |      |      |  |  |  |  |
|        |        |        |        |        |        |          |          |            |            |            |            |            |            |            |            |            |            |            |            |          |          |        |        |          |          |          |          |          |          |        |        |       |       |          |       |           |           |           |           |           |           |         |         |         |         |         |         |         |         |            |            |            |            |            |            |         |         |           |           |           |           |           |           |      |      |  |  |  |  |
|        |        |        |        |        |        |          |          |            |            |            |            | Zeus       | Zeus       | Zeus       | Zeus       | Zeus       | Zeus       |            |            | Danae    | Danae    | Danae  | Danae  | Danae    | Danae    |          |          |          |          |        |        |       |       |          |       |           |           | Semele    | Semele    | Semele    | Semele    | Semele  | Semele  |         |         | Zeus    | Zeus    | Zeus    | Zeus    | Zeus       | Zeus       |            |            |            |            |         |         |           |           |           |           |           |           |      |      |  |  |  |  |
|        |        |        |        |        |        |          |          |            |            |            |            | Zeus       | Zeus       | Zeus       | Zeus       | Zeus       | Zeus       |            |            | Danae    | Danae    | Danae  | Danae  | Danae    | Danae    |          |          |          |          |        |        |       |       |          |       |           |           | Semele    | Semele    | Semele    | Semele    | Semele  | Semele  |         |         | Zeus    | Zeus    | Zeus    | Zeus    | Zeus       | Zeus       |            |            |            |            |         |         |           |           |           |           |           |           |      |      |  |  |  |  |
|        |        |        |        |        |        |          |          |            |            |            |            |            |            |            |            |            |            |            |            |          |          |        |        |          |          |          |          |          |          |        |        |       |       |          |       |           |           |           |           |           |           |         |         |         |         |         |         |         |         |            |            |            |            |            |            |         |         |           |           |           |           |           |           |      |      |  |  |  |  |
|        |        |        |        |        |        |          |          |            |            |            |            |            |            |            |            | Perseo     | Perseo     | Perseo     | Perseo     | Perseo   | Perseo   |        |        |          |          |          |          |          |          |        |        |       |       |          |       |           |           |           |           |           |           | Dioniso | Dioniso | Dioniso | Dioniso | Dioniso | Dioniso |         |         |            |            |            |            |            |            |         |         |           |           |           |           |           |           |      |      |  |  |  |  |

     uomo

     donna

     divinità

### Genealogia dei Perseidi
|  |  |       |       |       |       |       |       |       |       |        |        |        |        |        |        |       |       |            |            |            |            |            |            |           |           |         |         |         |         | Zeus      | Zeus      | Zeus      | Zeus      | Zeus      | Zeus      |            |            | Danae      | Danae      | Danae      | Danae      | Danae     | Danae     |           |           |           |           |          |          |          |          |          |          |          |          |         |         |          |          |          |          |          |          |         |         |         |         |  |  |  |  |         |         |         |         |         |         |
|  |  |       |       |       |       |       |       |       |       |        |        |        |        |        |        |       |       |            |            |            |            |            |            |           |           |         |         |         |         | Zeus      | Zeus      | Zeus      | Zeus      | Zeus      | Zeus      |            |            | Danae      | Danae      | Danae      | Danae      | Danae     | Danae     |           |           |           |           |          |          |          |          |          |          |          |          |         |         |          |          |          |          |          |          |         |         |         |         |  |  |  |  |         |         |         |         |         |         |
|  |  |       |       |       |       |       |       |       |       |        |        |        |        |        |        |       |       |            |            |            |            |            |            |           |           |         |         |         |         |           |           |           |           |           |           |            |            |            |            |            |            |           |           |           |           |           |           |          |          |          |          |          |          |          |          |         |         |          |          |          |          |          |          |         |         |         |         |  |  |  |  |         |         |         |         |         |         |
|  |  |       |       |       |       |       |       |       |       |        |        |        |        |        |        |       |       |            |            |            |            |            |            |           |           |         |         |         |         |           |           |           |           | Perseo    | Perseo    | Perseo     | Perseo     | Perseo     | Perseo     |            |            | Andromeda | Andromeda | Andromeda | Andromeda | Andromeda | Andromeda |          |          |          |          |          |          |          |          |         |         |          |          |          |          |          |          |         |         |         |         |  |  |  |  |         |         |         |         |         |         |
|  |  |       |       |       |       |       |       |       |       |        |        |        |        |        |        |       |       |            |            |            |            |            |            |           |           |         |         |         |         |           |           |           |           | Perseo    | Perseo    | Perseo     | Perseo     | Perseo     | Perseo     |            |            | Andromeda | Andromeda | Andromeda | Andromeda | Andromeda | Andromeda |          |          |          |          |          |          |          |          |         |         |          |          |          |          |          |          |         |         |         |         |  |  |  |  |         |         |         |         |         |         |
|  |  |       |       |       |       |       |       |       |       |        |        |        |        |        |        |       |       |            |            |            |            |            |            |           |           |         |         |         |         |           |           |           |           |           |           |            |            |            |            |            |            |           |           |           |           |           |           |          |          |          |          |          |          |          |          |         |         |          |          |          |          |          |          |         |         |         |         |  |  |  |  |         |         |         |         |         |         |
|  |  |       |       |       |       |       |       |       |       |        |        |        |        |        |        |       |       |            |            |            |            |            |            |           |           |         |         |         |         |           |           |           |           |           |           |            |            |            |            |            |            |           |           |           |           |           |           |          |          |          |          |          |          |          |          |         |         |          |          |          |          |          |          |         |         |         |         |  |  |  |  |         |         |         |         |         |         |
|  |  | Perse | Perse | Perse | Perse | Perse | Perse |       |       |        |        | Alceo  | Alceo  | Alceo  | Alceo  | Alceo | Alceo |            |            | Hipponome  | Hipponome  | Hipponome  | Hipponome  | Hipponome | Hipponome |         |         |         |         |           |           |           |           |           |           | Elettrione | Elettrione | Elettrione | Elettrione | Elettrione | Elettrione |           |           | Anasso    | Anasso    | Anasso    | Anasso    | Anasso   | Anasso   |          |          |          |          | Stenelo  | Stenelo  | Stenelo | Stenelo | Stenelo  | Stenelo  |          |          | Nicippe  | Nicippe  | Nicippe | Nicippe | Nicippe | Nicippe |  |  |  |  | Mestore | Mestore | Mestore | Mestore | Mestore | Mestore |
|  |  | Perse | Perse | Perse | Perse | Perse | Perse |       |       |        |        | Alceo  | Alceo  | Alceo  | Alceo  | Alceo | Alceo |            |            | Hipponome  | Hipponome  | Hipponome  | Hipponome  | Hipponome | Hipponome |         |         |         |         |           |           |           |           |           |           | Elettrione | Elettrione | Elettrione | Elettrione | Elettrione | Elettrione |           |           | Anasso    | Anasso    | Anasso    | Anasso    | Anasso   | Anasso   |          |          |          |          | Stenelo  | Stenelo  | Stenelo | Stenelo | Stenelo  | Stenelo  |          |          | Nicippe  | Nicippe  | Nicippe | Nicippe | Nicippe | Nicippe |  |  |  |  | Mestore | Mestore | Mestore | Mestore | Mestore | Mestore |
|  |  |       |       |       |       |       |       |       |       |        |        |        |        |        |        |       |       |            |            |            |            |            |            |           |           |         |         |         |         |           |           |           |           |           |           |            |            |            |            |            |            |           |           |           |           |           |           |          |          |          |          |          |          |          |          |         |         |          |          |          |          |          |          |         |         |         |         |  |  |  |  |         |         |         |         |         |         |
|  |  |       |       |       |       |       |       |       |       |        |        |        |        |        |        |       |       |            |            |            |            |            |            |           |           |         |         |         |         |           |           |           |           |           |           |            |            |            |            |            |            |           |           |           |           |           |           |          |          |          |          |          |          |          |          |         |         |          |          |          |          |          |          |         |         |         |         |  |  |  |  |         |         |         |         |         |         |
|  |  |       |       |       |       |       |       | Anaxo | Anaxo | Anaxo  | Anaxo  | Anaxo  | Anaxo  |        |        |       |       | Anfitrione | Anfitrione | Anfitrione | Anfitrione | Anfitrione | Anfitrione |           |           | Alcmena | Alcmena | Alcmena | Alcmena | Alcmena   | Alcmena   |           |           | Zeus      | Zeus      | Zeus       | Zeus       | Zeus       | Zeus       |            |            |           |           |           |           | Licimnio  | Licimnio  | Licimnio | Licimnio | Licimnio | Licimnio |          |          |          |          |         |         | Euristeo | Euristeo | Euristeo | Euristeo | Euristeo | Euristeo |         |         |         |         |  |  |  |  |         |         |         |         |         |         |
|  |  |       |       |       |       |       |       | Anaxo | Anaxo | Anaxo  | Anaxo  | Anaxo  | Anaxo  |        |        |       |       | Anfitrione | Anfitrione | Anfitrione | Anfitrione | Anfitrione | Anfitrione |           |           | Alcmena | Alcmena | Alcmena | Alcmena | Alcmena   | Alcmena   |           |           | Zeus      | Zeus      | Zeus       | Zeus       | Zeus       | Zeus       |            |            |           |           |           |           | Licimnio  | Licimnio  | Licimnio | Licimnio | Licimnio | Licimnio |          |          |          |          |         |         | Euristeo | Euristeo | Euristeo | Euristeo | Euristeo | Euristeo |         |         |         |         |  |  |  |  |         |         |         |         |         |         |
|  |  |       |       |       |       |       |       |       |       |        |        |        |        |        |        |       |       |            |            |            |            |            |            |           |           |         |         |         |         |           |           |           |           |           |           |            |            |            |            |            |            |           |           |           |           |           |           |          |          |          |          |          |          |          |          |         |         |          |          |          |          |          |          |         |         |         |         |  |  |  |  |         |         |         |         |         |         |
|  |  |       |       |       |       |       |       |       |       |        |        |        |        |        |        |       |       |            |            |            |            |            |            |           |           |         |         |         |         |           |           |           |           |           |           |            |            |            |            |            |            |           |           |           |           |           |           |          |          |          |          |          |          |          |          |         |         |          |          |          |          |          |          |         |         |         |         |  |  |  |  |         |         |         |         |         |         |
|  |  |       |       |       |       |       |       |       |       | Ificle | Ificle | Ificle | Ificle | Ificle | Ificle |       |       |            |            |            |            |            |            |           |           |         |         |         |         |           |           |           |           | Megara    | Megara    | Megara     | Megara     | Megara     | Megara     |            |            | Eracle    | Eracle    | Eracle    | Eracle    | Eracle    | Eracle    |          |          | Deianira | Deianira | Deianira | Deianira | Deianira | Deianira |         |         | Ebe      | Ebe      | Ebe      | Ebe      | Ebe      | Ebe      |         |         |         |         |  |  |  |  |         |         |         |         |         |         |
|  |  |       |       |       |       |       |       |       |       | Ificle | Ificle | Ificle | Ificle | Ificle | Ificle |       |       |            |            |            |            |            |            |           |           |         |         |         |         |           |           |           |           | Megara    | Megara    | Megara     | Megara     | Megara     | Megara     |            |            | Eracle    | Eracle    | Eracle    | Eracle    | Eracle    | Eracle    |          |          | Deianira | Deianira | Deianira | Deianira | Deianira | Deianira |         |         | Ebe      | Ebe      | Ebe      | Ebe      | Ebe      | Ebe      |         |         |         |         |  |  |  |  |         |         |         |         |         |         |
|  |  |       |       |       |       |       |       |       |       |        |        |        |        |        |        |       |       |            |            |            |            |            |            |           |           |         |         |         |         |           |           |           |           |           |           |            |            |            |            |            |            |           |           |           |           |           |           |          |          |          |          |          |          |          |          |         |         |          |          |          |          |          |          |         |         |         |         |  |  |  |  |         |         |         |         |         |         |
|  |  |       |       |       |       |       |       |       |       |        |        |        |        |        |        |       |       |            |            |            |            |            |            |           |           |         |         |         |         |           |           |           |           |           |           |            |            |            |            |            |            |           |           |           |           |           |           |          |          |          |          |          |          |          |          |         |         |          |          |          |          |          |          |         |         |         |         |  |  |  |  |         |         |         |         |         |         |
|  |  |       |       |       |       |       |       |       |       | Iolao  | Iolao  | Iolao  | Iolao  | Iolao  | Iolao  |       |       |            |            |            |            |            |            |           |           |         |         |         |         | Tre figli | Tre figli | Tre figli | Tre figli | Tre figli | Tre figli |            |            |            |            | Illo       | Illo       | Illo      | Illo      | Illo      | Illo      |           |           | Macaria  | Macaria  | Macaria  | Macaria  | Macaria  | Macaria  |          |          | Altri   | Altri   | Altri    | Altri    | Altri    | Altri    |          |          |         |         |         |         |  |  |  |  |         |         |         |         |         |         |

## Iconografia
Perseo è raffigurato come un giovane (completamente armato o con un abito corto) che tiene in mano una spada ricurva, dono di Ermes. Talvolta indossa calzari alati o viene raffigurato in sella al cavallo Pegaso.

## Perseo nell'arte

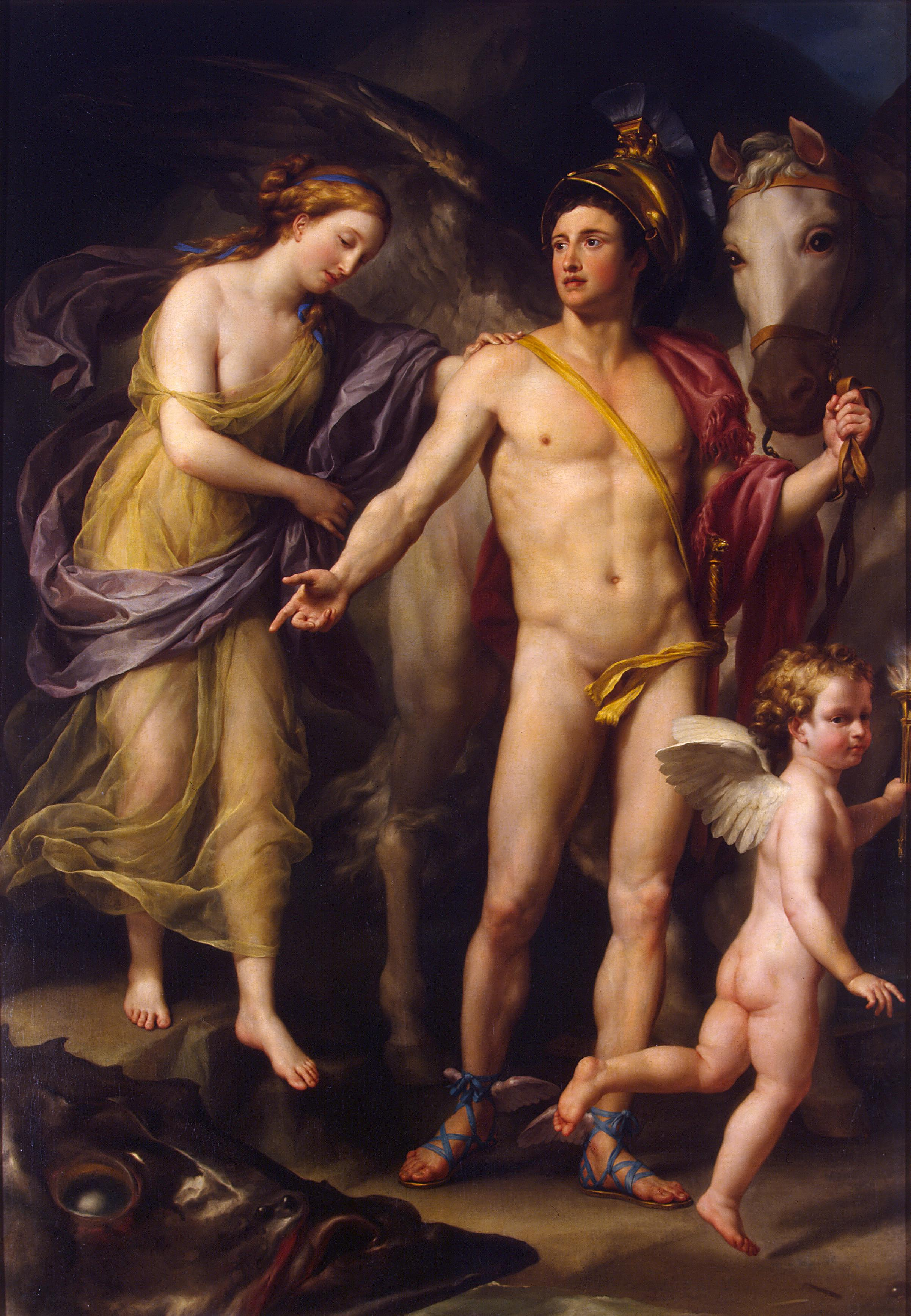
Perseo e Andromeda, Anton Raphael Mengs, Ermitage (San Pietroburgo)

Il mito di Perseo è un soggetto ricorrente nelle opere d'arte, dove viene perlopiù rappresentato mentre libera Andromeda. Si ricordano inoltre:
- Perseo uccide Medusa in presenza di Minerva (540 a.C.), metopa da Selinunte, conservata al Museo archeologico di Palermo
- Perseo con la testa di Medusa (1545-54), statua bronzea di Benvenuto Cellini, esposta sotto la Loggia dei Lanzi a Firenze
- Piatto con lotta tra Perseo e Fineo, opera decorativa di autore ignoto conservata nel Museo del Bargello a Firenze
- Perseo affronta Fineo con la testa di Medusa, dipinto di Sebastiano Ricci conservato nel Getty Museum di Los Angeles
- Perseo, protetto da Minerva, pietrifica Fineo, dipinto di Jean-Marc Nattier del 1718 conservato a Tours
- Perseo trionfante (1797-1801), statua in marmo di Antonio Canova, collocata nei Musei Vaticani a Roma
- Danae e Perseo rinchiusi nella cassa, dipinto di John William Waterhouse
- un'intera serie dedicata al mito di Perseo del preraffaellita Edward Burne-Jones

## Perseo nel cinema
- Perseo l'invincibile (1963), film diretto da Alberto De Martino con Richard Harrison
- Perseo (Персей) (1973), cortometraggio di cartoni animati prodotto da Sojuzmul'tfil'm e diretto da Aleksandra Snezhko-Blotskaya (Александра Снежко-Блоцкая, 1909-1980)
- Scontro di titani (1981), film in cui il personaggio di Perseo è interpretato da Harry Hamlin
- Scontro tra titani (2010), film con Sam Worthington [21]
- La furia dei titani (2012), sequel del precedente
- Percy Jackson è chiamato così in riferimento a Perseo, sebbene il personaggio di Riordan sia figlio di Poseidone e una mortale chiamata Sally Jackson, e non di Zeus. La ragione per cui Sally ha deciso di chiamarlo così è di buon augurio in quanto Perseo è uno dei pochissimi eroi della mitologia greca ad aver condotto una vita felice fino in fondo morendo di vecchiaia e non tragicamente come la maggior parte degli altri eroi. Tra le somiglianze con Perseo, Percy uccide Medusa e incontra Crono, inoltre si innamora perdutamente di Annabeth, figlia di Atena che era la dea protettrice di Perseo.

## Omaggi
- Gli sono state intitolate vie in diverse città italiane, tra cui Verona, Palermo, Siracusa.